# یواس‌اس هانت (دی‌دی-۶۷۴)
یواس‌اس هانت (دی‌دی-۶۷۴) (به انگلیسی: USS Hunt (DD-674)) یک کشتی بود که طول آن ۱۱۴٫۷ متر (۳۷۶ فوت) بود. این کشتی در سال ۱۹۴۳ ساخته شد.